# Garde, Gotlands kommun
Garde är en småort i Gotlands kommun i Gotlands län och kyrkby i Garde socken.
Orten har växt fram kring Garde kyrka.

## Garde eller Garda?
Fastän det dialektala uttalet av namnet är ganska konsekvent Garde så vacklar stavningen. Ord som slutar på -a i rikssvenskan uttalas -e i gotländskan. Det äldsta skrivna belägget, i en runinskrift från 1300-talet, ger ingen ledning eftersom det står i dativ: (i) karþum, det vill säga i Garda/e. Namnet är plural av "gård" i betydelsen "inhägnad".
Under lång tid var Garde den vedertagna stavningen. Samtidigt torde formen Garda ha använts parallellt. 1871 stadfäste länsstyrelsen till exempel "Reglor för Garda sockens sparbank". Den 1906 öppnade poststationen fick också namnet Garda.
I och med att postorten blev Garda fick denna namnform under 1900-talet mer allmän spridning: Garde såg- och tröskbolag ersattes 1926 av Garda Nya Tröskbolag. Vid samma tid tillkom verksamheter som Garda Äggförening, Garda Mekaniska Verkstad, Garda Möbelfabrik, med flera.
Det officiella namnet är fortfarande Garde, men den övervägande användningen, även inom de kommunala myndigheterna, har formen Garda. Posten ändrade 2006 postadressen till Garde, till exempel Garde Autsarve. 
Trots att många företag i Garde skriver sitt namn som Garda är det gotländska uttalet Garde.